# Humbertiella foliosa
Humbertiella foliosa är en malvaväxtart som först beskrevs av Bénédict Pierre Georges Hochreutiner och Humbert, och fick sitt nu gällande namn av L.J. Dorr. Humbertiella foliosa ingår i släktet Humbertiella och familjen malvaväxter. Inga underarter finns listade i Catalogue of Life.